# Tatiana Abraços
Tatiana Abraços é uma modelo brasileira. Nasceu em Santos, namorou ainda muito jovem, no período da adolescência o mundialmente conhecido vocalista da banda de Power Metal brasileira Angra, Eduardo Falaschi. O motivo dos dois terminarem o relacionamento foi a pressão que Eduardo tinha com as bandas e o sonho de Tatiana em ser modelo.
Já desfilou para Giorgio Armani, Chanel, Oscar de la Renta, Donna Karan, Calvin Klein, Gucci, Prada, Christian Dior, Dolce & Gabbana, Forum, entre outros. 
No cinema protagonizou o filme The Girl from Monday em 2005.
Além das passarelas, Tatiana deu vida à Benita, com a junção das primeiras sílabas dos nomes de suas filhas, as gêmeas Bella e Nina, nome de sua marca de moda infantil.